# Championnats de Tunisie d'athlétisme 1980
Navigation
1979 1981
Les championnats de Tunisie d'athlétisme 1980 sont une compétition tunisienne d'athlétisme se disputant en 1980.

## Palmarès
| Discipline            | Hommes                      | Hommes        | Femmes                   | Femmes         |
| --------------------- | --------------------------- | ------------- | ------------------------ | -------------- |
| 100 m                 | Boubacar Diallo (SEN)       | 10 s 77       | Basma Gharbi             | 12 s 83        |
| 200 m                 | Boubacar Diallo (SEN)       | 21 s 70       | Basma Gharbi             | 26 s 29        |
| 400 m                 | Mohamed Alouini             | 49 s 12       | Latifa Saïdani           | 60 s 74        |
| 800 m                 | Mohamed Alouini             | 1 min 52 s 2  | Halima Hidri             | 2 min 18 s 9   |
| 1 500 m               | Mohamed Néji Henchiri       | 3 min 46 s 8  | Halima Hidri             | 4 min 34 s 4   |
| 3 000 m               |                             |               | Souad Derouiche          | 10 min 10 s 4  |
| 5 000 m               | Faisal Touzri               | 15 min 12 s 5 | -                        | -              |
| 10 000 m              | Mohamed Zaïdi               | 30 min 45 s 3 | -                        | -              |
| 100 m haies           |                             |               | Leïla Belhaouane         | 16 s 46        |
| 110 m haies           | Abdessatar Mouelhi          | 14 s 69       |                          |                |
| 400 m haies           | Fawzi M'kaddem              | 54 s 57       | Sihem Abbès              | 69 s 20        |
| 3 000 m steeple       | Abdelaziz Bouguerra         | 8 min 52 s 3  |                          |                |
| Relais 4 × 100 mètres | Espérance sportive de Tunis | 43 s 8        | Zitouna Sports           | 52 s 1         |
| Relais 4 × 400 mètres | Espérance sportive de Tunis | 3 min 24 s 5  | Étoile sportive du Sahel | 4 min 11 s 38  |
| Saut en longueur      | Abdessatar Mouelhi          | 7,20 m        | Najwa Gammara            | 5,60 m         |
| Triple saut           | Ali Ajmi                    | 15,16 m       |                          |                |
| Saut en hauteur       | Chiheb Achour               | 1,95 m        | Kawther Akremi           | 1,65 m         |
| Saut à la perche      | Hichem Hanafi               | 4,35 m        |                          |                |
| Lancer du poids       | Abderrazak Ben Hassine      | 15,20 m       | Saoussen Chaabane        | 11,92 m        |
| Lancer du disque      | Abderrazak Ben Hassine      | 52,38 m       | Afifa Dabboussi          | 36,96 m        |
| Lancer du marteau     | Youssef Ben Abid            | 56,38 m       | -                        | -              |
| Lancer du javelot     | Tarek Chaabani              | 69,80 m       | Wissem Chennoufi         | 38,24 m        |
| Décathlon             |                             |               |                          |                |
| Heptathlon            |                             |               |                          |                |
| Marathon              |                             |               | Lilia Agoun              | 1 h 6 min 13 s |